# Antiochiai János
Antióchiai János (működött a 7. században) középkori bizánci szerzetes, krónikás, Hérakleios császár kortársa. Életéről csak feltételezések vannak. Talán azonos a monofizita szír egyház egyik pátriarkhájával. 

## Élete
Fő műve a Historia chronike, Jóhannész Malalasz krónikájának átdolgozása, mely Ádámtól Phókasz császár haláláig meséli el a történelmet. Forrásai között megemlíthető ezen túlmenően Sextus Julius Africanus és Ammianus Marcellinus. Művéből csak töredékek olvashatók – e töredékek is két corpusban maradtak fönn. Egy részük a Codex Parisinusban/Salmasiusban, más részük viszont a VII. Konstanin császárhoz köthető két antológiában (Az erényekről és a bűnökről ill. Összeesküvések a császár ellen) hagyományozódott. Mivel a két szöveg-corpusban található írások egy része más stílusban készült, ezért elképzelhető, hogy a Jánosnak tulajdonított műnek valójában két szerzője is van. Az első, a VII. században élt János kezdte az írást, majd a krónikát egy 10. századi, hasonlóan Jánosnak nevezett személy folytatta.
Amennyire meg lehet állapítani, a Krónikának két kötete volt. Az első kötet öt könyvben a világ teremtésétől a trójai háborúig tartott, és a Régi történet, nevet viselte. Az Új történetet tartalmazó kódex 9 könyvre oszlott, és Aeneas történetétől Amida erődjének VI. századi perzsa meghódításáig beszélte el az eseményeket.

## Fordítás
Ez a szócikk részben vagy egészben  a   Jean d'Antioche (chroniqueur) című fr Wikipédia-szócikk ezen változatának fordításán alapul.  Az eredeti cikk szerkesztőit annak laptörténete sorolja fel. Ez a jelzés csupán a megfogalmazás eredetét és a szerzői jogokat jelzi, nem szolgál a cikkben szereplő információk forrásmegjelöléseként.

## Magyar nyelvű forrás
- Klaniczay Gábor (szerk.): Európa ezer éve: a középkor I-II. Budapest: Osiris. 2005.  ISBN 9633898196
- Puskely Mária: Keresztény szerzetesség: Történelmi kalauz, II. kötet L–ZS. Budapest: Bencés Kiadó. 1996.  ISBN 963 7819 62 2
- ↑ Ostrogorsky: Georg Ostrogorsky: A bizánci állam története. Budapest: Osiris. 2003.  ISBN 963 389 383 6
- Louis Bréhier: Bizánc tündöklése és hanyatlása, Varia Byzantina. Bizánc világa I. kötet, Bizantinológiai Intézeti Alapítvány, Budapest, 1999
- Louis Bréhier: A Bizánci Birodalom intézményei, Varia Byzantina. Bizánc világa VII. kötet, Bizantinológiai Intézeti Alapítvány, Budapest, 2003